# Тракомакедонес
Тракомакедо́нес (греч. Θρακομακεδόνες) — малый город в Греции, северный пригород Афин. Расположен на высоте 360 метров над уровнем моря, на Афинской равнине, у юго-восточного подножия Парниса, в 17 километрах к северу от центра Афин. Входит в общину Ахарне в периферийной единице Восточная Аттика в периферии Аттика. Население 6200 жителей по переписи 2011 года. Площадь 3,55 квадратного километра.
На востоке граничит с Варимбомби. Рядом находится Олимпийская деревня, построенная к XXVIII летним Олимпийским играм в Афинах в 2004 году, бывшая королевская резиденция «Татой», аэропорт «Татой» и Музей военной авиации.
Город создан в 1961 году. В 1979 году (ΦΕΚ 16Α) создано сообщество.

## Население
| Год  | Население, человек |
| ---- | ------------------ |
| 1991 | 3058               |
| 2001 | 4876               |
| 2011 | ↗ 6200             |